# 粗肋橫簾蛤
是帘蛤目帘蛤科横帘蛤属的一种。主要分布于马来西亚、韩国、中国大陆、台湾，常栖息在潮下带水深10－40米海域。